# Kazunori Koshikawa
Kazunori Koshikawa (jap. 越川 一紀, Koshikawa Kazunori; * 23. Januar 1956) ist ein ehemaliger japanischer Hochspringer.
1973 gewann er Silber bei den Leichtathletik-Asienmeisterschaften.
Bei den Olympischen Spielen 1976 in Montreal schied er in der Qualifikation aus.
1977 siegte er bei den Pacific Conference Games, und 1978 holte er Silber bei den Asienspielen in Bangkok.
1979 folgte einem Sieg bei den Asienmeisterschaften ein siebter Platz beim Leichtathletik-Weltcup in Montreal.
1976 wurde er Japanischer Meister. Seine persönliche Bestleistung von 2,21 m stellte er am 7. August 1977 in Hikone auf.